# Max Güde
Max Güde (né le 6 janvier 1902 à Donaueschingen, Grand-duché de Bade et mort le 29 janvier 1984 à Werl, Rhénanie du Nord-Westphalie) est un avocat et homme politique allemand (CDU).

## Biographie
En 1927, Max Güde entre au service de la république de Bade, d'abord comme notaire au tribunal régional de Mannheim. Après avoir travaillé comme procureur à Mosbach pendant trois ans, il est nommé en 1932 juge au tribunal de district de Bruchsal.
Quelques semaines après la prise du pouvoir par les nationaux-socialistes le 30 janvier 1933, Max Güde, parmi un cercle étroit de collègues, exprime des critiques sur l'arrestation et le traitement indigne du député du Reichstag Ludwig Marum (SPD). Marum est amené au camp de concentration de Kislau près de Bruchsal brisant ainsi son immunité parlementaire. Il est ensuite, en mars 1934, assassiné par des hommes des SA par strangulation. Un de ses collègues rapporte sa déclaration au ministère de la Justice de Bade. Cela entraîne le transfert de Max Güde au tribunal de district de Wolfach, un tribunal avec un seul poste de juge prévu.
Max Guede est depuis 1933 membre du Secours populaire national-socialiste et depuis 1934 du Nationalsozialistischer Rechtswahrerbund Il rejoint le NSDAP en 1939, mais n'y occupe aucun poste. À Wolfach, Max Güde apparaît publiquement en tant que catholique pratiquant malgré la pression générale de l'État national-socialiste sur les fonctionnaires pour qu'ils rompent les liens avec l'Église. En 1939, dans une évaluation secrète du parti, il est décrit comme «idéologiquement malsain» et «confessionnel». En 1943, il est enrôlé comme soldat, plus récemment comme Oberschütze.
Après son retour de captivité en 1945, Max Güde travaille d'abord comme procureur jusqu'en 1947, puis comme procureur général au tribunal de district de Constance . En 1950, il devient procureur fédéral à la Cour fédérale de justice (BGH) et depuis 1953, il dirige le département de droit pénal politique. Après une brève période en tant que président du 4e sénat pénal de la Cour fédérale de justice, il est nommé procureur fédéral principal à la Cour fédérale de justice le 1er avril 1956 avec le statut de fonctionnaire politique - à partir de 1957 avec le nouveau titre officiel de procureur fédéral général. C'est ainsi qu'il est entré en conflit avec le ministre fédéral de l'Intérieur Gerhard Schröder, dont l'affirmation selon laquelle on ne peut exister que si l'on est un degré plus dur que l'autre camp, il réplique en déclarant que ce principe est comparable au choc du lièvre devant le serpent et que c'est ainsi que l'on peut observer l'effet que les États totalitaires ont sur les démocraties libres
Son mandat, qui dura jusqu'au 26 octobre 1961, comprend plusieurs processus politiques qui font sensation dans les premiers temps de la République fédérale d'Allemagne. En novembre 1957, par exemple, il est procureur dans le procès du syndicaliste et social-démocrate Viktor Agartz, accusé d'être un chef de file d'une organisation anticonstitutionnelle et d'avoir délibérément violé l'interdiction du KPD. Agartz est défendu par l'ancien ministre de l'Intérieur Gustav Heinemann. Güde est d'accord avec Heinemann qu'une condamnation d'Agartz est possible, mais pas souhaitable, car il s'agirait d'une condamnation suspecte. Malgré l'acquittement, Agartz est expulsé du SPD et sa pension à vie est annulée par le DGB. Il est également procureur dans le procès contre Otto John, l'ancien président de l'Office fédéral de protection de la constitution, pour conspiration en vue de commettre une trahison. Sa demande de sanction est surenchérie de 100% par le tribunal.
En outre, Güde contribue à faire face à l'injustice commise par la justice allemande sous le Troisième Reich. En tant que procureur général fédéral, il reçoit un grand écho public dans ses bureaux de Karlsruhe lorsque le militant du SDS Reinhard Strecker, principal initiateur de l'exposition Ungesühnte Nazijustiz.
De 1961 à 1969, Max Güde est député du Bundestag pour la CDU en tant que représentant de la circonscription de Karlsruhe-Ville, où il se distingue notamment en tant que président de la commission spéciale «Réforme majeure du droit pénal» (1963-1969). Dans le débat sur le délai de prescription en 1965 sur une extension du délai de prescription pour les crimes nazis, il fait partie de la majorité de son groupe parlementaire qui cherche une solution pour empêcher que les crimes impunis nazis ne deviennent prescrits.
Max Güde prend une position libérale sur la question du traitement des extrémistes dans la fonction publique et de l'interdiction des groupes K discutée en 1977. Son fils Fritz (1935-2017 ) est alors un cas d'actualité d'un décret radical, il est suspendu de ses fonctions d'enseignant en raison de son appartenance à la KBW. Max Guede critique le fait que la bureaucratie administrative sest "accrochée à la notion traditionnelle de l'ennemi politique" à "combattre les pensées, les idées et les idéologies, au lieu de se limiter à la poursuite sobre d'actions nuisibles". Cependant, l'État n'est autorisé à repousser que les actes nuisibles, pas les opinions ou les idéologies. Avec Erhard Eppler, Helmut Gollwitzer, Johannes Rau, Eberhard Jäckel et Walter Jens, il est l'un des cofondateurs de l'Initiative Gustav Heinemann en 1978.
Max Güde décède d'une insuffisance cardiaque en 1984 à l'âge de 82 ans à Werl-Hilbeck, où il passe les dernières années de sa vie avec sa fille,.

## Travaux
- Probleme des politischen Strafrechts Monatsschrift f. Dt. Recht 1957
- Die Rechtsprechung im Schatten von gestern Presse- u. Informationsamt d. Bundesregierung 1958
- Die Geheimsphäre des Staates und die Pressefreiheit. Bachem 1959
- Justiz im Schatten von gestern Furche 1959
- Die Geheimsphäre des Staates und die Pressefreiheit Quadriga 1959
- Erziehung zum Recht Bonn a. Rh.: Dt. Volkshochschulverband, 1961
- Zur Verfassung unserer Demokratie: Vier republikanische Reden. (avec Ludwig Raiser und Helmut Simon) Rowohlt, Reinbek 1986  (ISBN 3-499-14279-1).